# Tajch Červená studňa
Červená studňa je tajch ve Štiavnických vrších.

## Historie
V konzultačních protokolech se poprvé vzpomíná v roce 1759. Byl vybudován na rozhraní dvou povodí, Hronu a Ipľu na začátku druhé poloviny 18. století v nadmořské výšce 787 m n. m. Stavbu tajchu navrhl J. K. Hell. Chtěl využít jeho strategickou polohu pro vybudování náhonové strouhy, která by přiváděla vodu k šachtě Amálie na pohon vodosloupcového čerpacího stroje.

## Technické využití
Stroj byl v činnosti jen tehdy, když bylo dostatek vody z tajchu, zejména na podzim a na jaře, když byl vydatně zásobován třemi sběrnými strouhami – severní, jižní a západní – o celkové délce více než 2 km. Tehdy bylo nejvíce vody i v dolech a jelikož šachta Amálie byla propojena s dalšími šachtami na Štiavnických Baních, voda z tajchu sehrála významnou roli nejen pro zmíněnou šachtu, ale i pro ostatní.
V roce 1759 tajch Červená studna dodával vodu i do tajchu Klinger, zajišťoval také vodu potřebnou pro pohon vodosloupcového čerpacího stroje u šachty Zikmund. Tento stroj, zkonstruovaný také J. K. Hellem, byl jako jediný v banskoštiavnickém rudném revíru zabudovaný na povrchu.
Významná je plocha tajchu i z hlediska geografického; byl vybudován v bezprostřední blízkosti křižovatky, ze které se rozcházejí cesty do tří kdysi významných důlních center – Banské Štiavnice, Hodruši a Vyhní.

## Technické parametry
- Nadmořská výška 787 m n. m.
- Délka hráze 117 m
- Výška hráze cca 10 m
- Sklon návodní strany hráze 40,5°
- Sklon vzdušné strany hráze 36°
- Objem vodní nádrže cca 30 000 m3